# Anoplotettix kalkandeleni
Anoplotettix kalkandeleni är en insektsart som beskrevs av Dlabola 1971. Anoplotettix kalkandeleni ingår i släktet Anoplotettix och familjen dvärgstritar. Inga underarter finns listade i Catalogue of Life.